# Oliver Bukowski
Oliver Bukowski, född 6 oktober 1961 i Cottbus i Brandenburg i Östtyskland, är en tysk dramatiker.

## Biografi
Från 1985 till 1987 studerade Oliver Bukowski filosofi och mellan 1987 och 1990 socialpsykologi. Därefter blev han doktorand i sociologi vid Humboldt-Universität zu Berlin men 1991 övergav han studierna för att leva på sitt författarskap. Han debuterade 1991 med hörspelet Die Halbwertszeit der Kanarienvögel. Samma år hade pjäsen scenpremiär på Uckermärkische Bühnen i Schwedt i Brandenburg. Första pjäs skriven direkt för scenen var Inszenierung eines Kusses som hade premiär på Hans-Otto-Theater i Potsdam året därpå. Han har därefter skrivit närmare 45 pjäser som spelats på flera ledande teatrar i Tyskland, däribland Deutsches Theater i Berlin och Deutsches Schauspielhaus i Hamburg. Sedan 1996 har han undervisat i att skriva för scenen vid Universität der Künste i Berlin. Han har återkommande också undervisat vid Universität Zürich, Universität Graz och Akademie für Darstellende Kunst Baden-Württemberg i Ludwigsburg. Han har flera gånger deltagit på Mülheimer Theatertage i Mülheim an der Ruhr samt 1992 på Berliner Theatertreffen. Bland priser ha tilldelats kan nämnas Gerhart-Hauptmann-Preis 1994 och  Mülheimer Dramatikerpreis 1999. 1998 spelade svenskspråkiga Teater Viirus i Helsingfors The winner takes it all i regi av Maarit Ruikka.